# Archaiczny język egipski
Archaiczny język egipski jest to odmiana starożytnego języka egipskiego używana w okresie wczesnodynastycznym. Pochodzą z niego najwcześniejsze teksty zapisane hieroglifami. Pierwsze inskrypcje w tym języku datowane są na około 3400 p.n.e.

## Literatura
- Antonio. Loprieno: Ancient Egyptian : a linguistic introduction. Cambridge ; New York: Cambridge University Press, 1995. ISBN 0-521-44849-2. Brak numerów stron w książce